# La Ville-aux-Clercs
La Ville-aux-Clercs är en kommun i departementet Loir-et-Cher i regionen Centre-Val de Loire i de centrala delarna av Frankrike. Kommunen ligger i kantonen Morée som tillhör arrondissementet Vendôme. År 2022 hade La Ville-aux-Clercs 1 223 invånare.

## Befolkningsutveckling
Antalet invånare i kommunen La Ville-aux-Clercs
| Referens: INSEE |